# Miep Gies

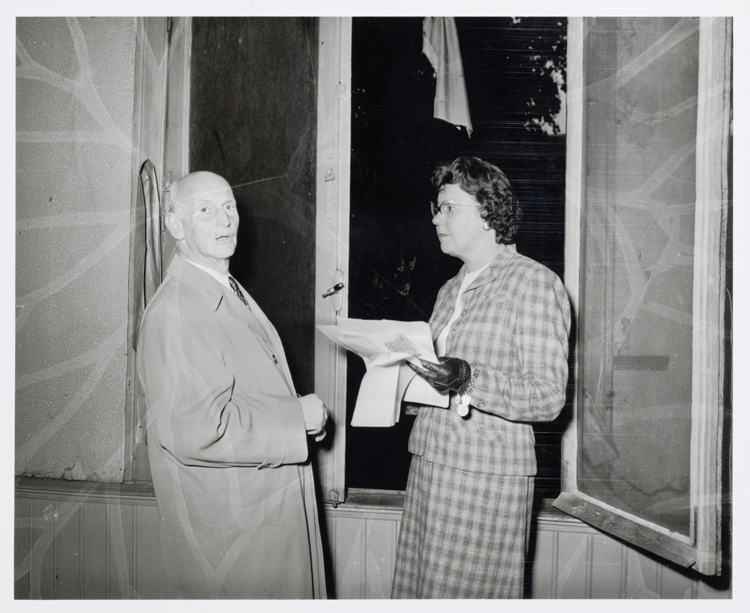
Otto Frank en Miep Gies, Achterhuis, Anne Frankhuis, Prinsengracht 263, Amsterdam, 9 mei 1958.

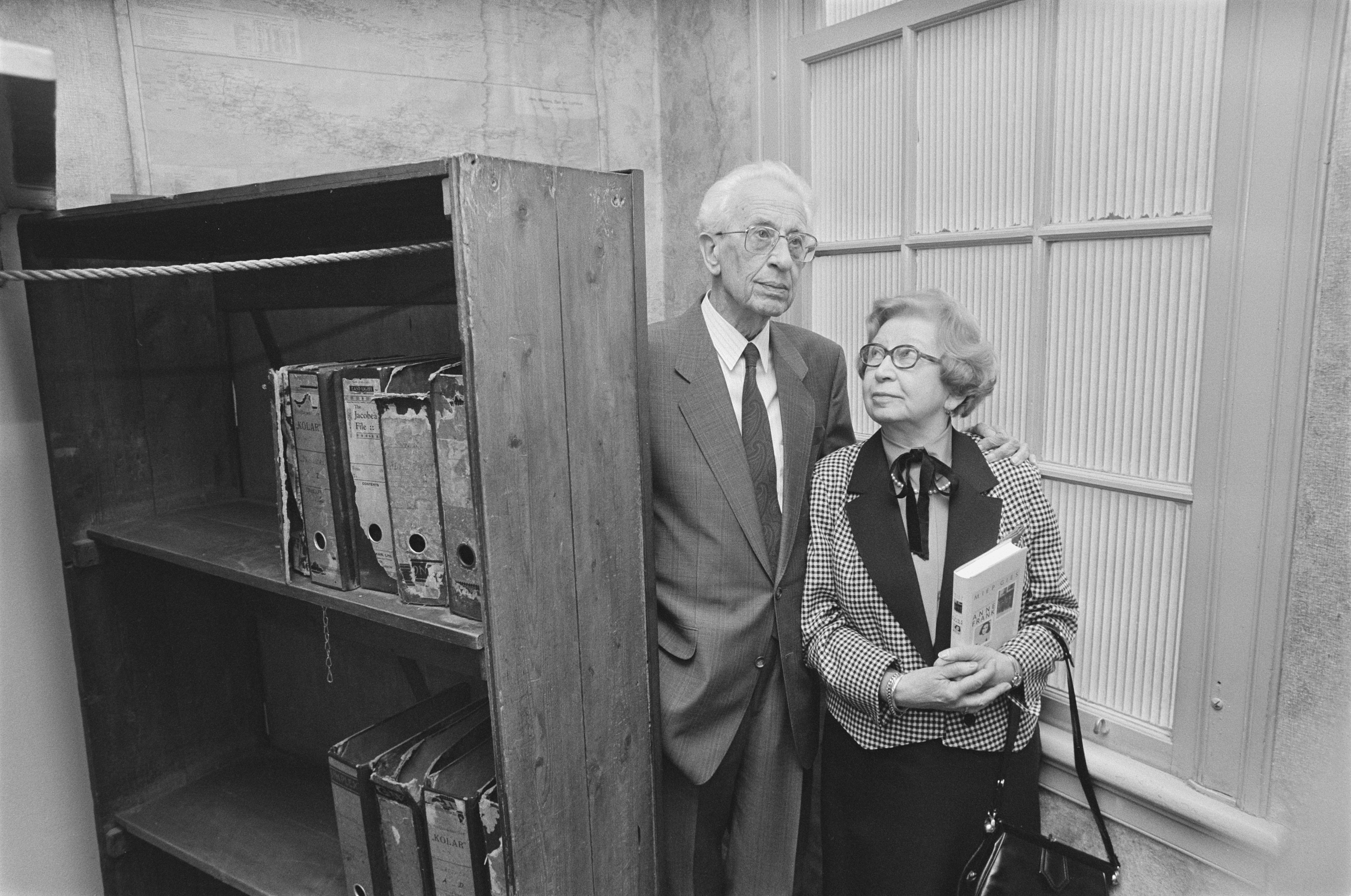
Miep en Jan Gies bij de boekpresentatie van Miep Gies: Herinneringen aan Anne Frank in het Anne Frankhuis bij de boekenkast voor de toegang tot het Achterhuis, Anne Frankhuis, Prinsengracht 263, Amsterdam, 5 mei 1987.

Hermine (Miep) Gies-Santrouschitz (Wenen (Oostenrijk-Hongarije), 15 februari 1909 – Hoorn, 11 januari 2010) was een Nederlandse verzetsstrijdster in de Tweede Wereldoorlog. Ze hielp de onderduikers in het Achterhuis en zorgde er met haar collega Bep Voskuijl voor dat het dagboek van Anne Frank bewaard bleef.

## Biografie
Miep Gies werd geboren als Hermine Santrouschitz in de toenmalige dubbelmonarchie Oostenrijk-Hongarije. In december 1920 werd ze op 11-jarige leeftijd geadopteerd door de familie Nieuwenburg uit Leiden − die later verhuisde naar Amsterdam − als een van de duizenden, veelal ondervoede, Oostenrijkse kinderen die in het kader van een landelijke actie voor enige tijd naar Nederland gehaald werden om aan te kunnen sterken. In eerste instantie zou ze slechts 6 maanden blijven, maar omdat haar gezondheid toen nog niet voldoende verbeterd was, werd besloten dat ze nog een jaar zou blijven. Gies raakte in die periode zo gehecht aan haar pleeggezin dat ze daar uiteindelijk definitief bleef wonen. Op 24-jarige leeftijd vond ze werk bij Opekta, een bedrijf van Otto Frank, de vader van Anne Frank. Zij trouwde op 16 juli 1941 met Jan Gies, Otto was getuige bij het huwelijk, dat werd gevierd in het bedrijf van Frank. De familie Gies woonde aan de Jekerstraat, vlak bij het Merwedeplein waar de familie Frank woonde.

## Tweede wereldoorlog
Aan het begin van de oorlog brengt Otto Frank Gies op de hoogte van zijn onderduikplannen en vraagt om haar hulp mocht het zover zijn. Gies aarzelt niet en zegt toe. Als Margot Frank op 5 juli 1942 een oproep van de Duitse bezetter krijgt, besluit de familie Frank meteen de volgende dag onder te duiken. Ze bellen Miep en Jan, zodat zij nog spullen voor in de schuilplaats kunnen meenemen. De volgende ochtend haalt Miep Margot op. Samen fietsen zij naar het bedrijf van Otto aan de Prinsengracht 263. Otto, Edith en Anne gaan er te voet naartoe. 
Op 18 juli 1942 organiseren de onderduikers een feestmaal in het Achterhuis voor Jan en Miep, omdat ze dan een jaar getrouwd zijn. Jan en Miep blijven op aandringen van Anne zelfs een nacht slapen in het Achterhuis. Anne vindt het fijn dat hun helpers dicht bij haar zijn, maar Jan en Miep doen geen oog dicht.
Uiteindelijk zou het achterhuis ruim twee jaar gebruikt worden en al die tijd hielpen Miep en Jan samen met enkele andere medewerkers van Opekta (Victor Kugler, Johannes Kleiman en Bep Voskuijl) de in totaal 8 onderduikers die in het Achterhuis verstopt zaten. Miep vertelde aan niemand, ook niet aan haar eigen pleegouders, over de onderduikers die ze hielp.
Miep zorgde voor groente en vlees en nam ook geregeld boeken mee voor de onderduikers. Bij het inkopen van voedsel ontweek Gies op veel manieren argwaan: door bijvoorbeeld meerdere leveranciers op een dag te bezoeken. Ze droeg nooit meer dan wat er in één boodschappentas kon of wat ze onder haar jas kon verbergen.  Om te voorkomen dat de overige Opekta-medewerkers argwaan kregen, probeerde Gies niet tijdens kantooruren de schuilplaats te betreden. Haar man hielp ook door voedselbonnen te verstrekken die hij illegaal verkregen had.
Tegelijkertijd nemen Miep en Jan Gies vanaf mei 1943 zelf ook nog een onderduiker in huis. Kuno van der Horst, een 23-jarige student, duikt bij de familie Gies onder, omdat hij weigert een loyaliteitsverklaring aan de bezetter te ondertekenen. Alle Nederlandse studenten moeten beloven niet in verzet te komen tegen de bezetter. Wie die verklaring niet ondertekent, loopt het risico naar nazi-Duitsland afgevoerd te worden. Jan en Miep bieden hem onderdak, totdat ze het risico te groot vinden. Dan moet hij van hen op zoek naar een ander adres. Kuno gaat terug naar zijn moeder en zal de oorlog overleven.

### Inval Achterhuis
Op de ochtend van 4 augustus 1944 viel de Grüne Polizei onder aanvoering van SS-Hauptscharführer Karl Josef Silberbauer totaal onverwachts het Achterhuis binnen en arresteerde de 8 onderduikers evenals twee van de vier aanwezige helpers: Johannes Kleiman en Victor Kugler. 
De volgende dag ging Gies naar het Duitse politiebureau om te proberen de tien arrestanten te vinden. Ze bood geld aan om hun vrijheid te kopen, maar slaagde daar niet in. 
Gies had kunnen worden gearresteerd omdat ze was betrapt op het helpen onderduiken van Joden. Dat gebeurde echter niet, omdat Karl Josef Silberbauer uit Wenen, haar geboortestad, kwam. Ze herkende zijn accent en vertelde hem dat ze dezelfde woonplaats hadden. Hij was verbaasd, begon toen te ijsberen en tegen haar te vloeken, en besloot uiteindelijk haar ongemoeid te laten. Gies bleef de rest van de oorlog met haar man in Amsterdam. 
Voordat de schuilplaats door de autoriteiten werd ontruimd, redden Gies en helpster Bep Voskuijl Annes dagboeken uit de handen van de nazi's en bewaarden ze in hun bureaula.

## Na de oorlog
In juni 1945, de oorlog is dan inmiddels afgelopen, staat Otto Frank als enige overlevende uit het achterhuis bij de familie Gies voor de deur. Miep en Jan laten hem zo lang bij hen blijven wonen "als nodig is". Dat blijkt uiteindelijk tot 1952 te zijn, als Frank naar Bazel verhuist.
In juli 1945 kwam het bericht dat Anne Frank was overleden in Bergen-Belsen, waarop Gies de verzameling papieren en notitieboeken aan Otto Frank gaf. Nadat hij secties voor zijn familie had getranscribeerd, werd de literaire vaardigheid van zijn dochter duidelijk en hij regelde de publicatie van het boek in juni 1947. Gies had de dagboeken niet gelezen voordat zij ze aan Otto overhandigde en merkte later op dat als ze dat wel had gedaan, ze ze had moeten vernietigen, omdat de papieren de namen bevatten van alle vijf de helpers, evenals van hun leveranciers op de zwarte markt. 
De rest van Gies' leven stond voor een groot deel in het teken van de oorlog. Talloze keren vertelde ze aan leerlingen haar verhalen over het Achterhuis en haar herinneringen aan Anne. Die herinneringen legde ze met hulp van schrijfster Alison Leslie Gold vast in een boek: 'Herinneringen aan Anne Frank'.
Wegens haar verdiensten ontving zij diverse onderscheidingen in Nederland, Duitsland en Israël. In 1971 werd haar door Israël de eretitel Rechtvaardige onder de Volkeren (Yad Vashem) verleend.
Haar man overleed in 1993. Ze trad de laatste jaren van haar leven niet meer op in het openbaar of voor televisiecamera's, maar opende nog wel in eigen beheer, niet lang voor haar dood, een website waarop ze haar visie op de gebeurtenissen uit die tijd weergaf. In 2009 vierde zij in besloten kring haar honderdste verjaardag. Via het Anne Frank Huis werd bekendgemaakt dat zij in een redelijk goede gezondheid verkeerde en betrokken bleef bij de herdenking van Anne Frank en de verspreiding van "de boodschap van haar verhaal". Later maakte Gies via het Anne Frank Huis bekend dat ze niet bang was om te overlijden: "Ik heb vrede als het nu eindigt. Alles gaat langzamer. Iedere dag is hetzelfde. Ik wil zo graag nog van alles kunnen doen, maar ik kan niet meer." Ze overleed op 11 januari 2010 op 100-jarige leeftijd in Hoorn. In 2013 kreeg Amsterdam het Miep Giesplantsoen.

## Planetoïde
In oktober 2009 vernoemde de Internationale Astronomische Unie een planetoïde naar Miep Gies. Het betreft een in 1972 ontdekte planetoïde die zich op een afstand van 327 miljoen tot 441 miljoen kilometer van de zon beweegt, tussen de planeten Mars en Jupiter. 'Miepgies' heeft een doorsnee van naar schatting zeven kilometer en bestaat voornamelijk uit rotsachtige materie.

## Trivia
Anne Frank gebruikte in haar dagboek de schuilnaam Miep van Santen, wanneer ze over Miep Gies schreef.

## Publicaties (selectie)
- 1987: Miep Gies en Alison Leslie Gold (1987). Anne Frank Remembered: The Story of the Woman Who Helped to Hide the Frank Family. Random House.
Verscheen een week voor de Nederlandse uitgave.[6] Vertalingen in vele talen, onder meer in het Frans, met Alison Leslie Gold en Anne Damour: Elle s'appelait Anne Frank : l'histoire de la femme qui aida la famille Frank à se cacher, Italiaans: Si chiamava Anne Frank, Mondadori 1995, Portugees: A Mulher que Escondeu Anne Frank, Duits: Meine Zeit mit Anne Frank.
- 1987: Miep Gies en Alison Leslie Gold (1987). Herinneringen aan Anne Frank. Het verhaal van Miep Gies, de steun en toeverlaat van de familie Frank in het Achterhuis. Bert Bakker, Amsterdam.[7]
- 1988: video met Alison Leslie Gold: De schuilplaats van Anne Frank door Miep Gies, Verenigde Staten : Yorkshire Television Enterprises, 1988. Ook 2006: Dvd-video met John Erman, Mary Steenburgen en Alison Leslie Gold en anderen, De schuilplaats van Anne Frank, Amsterdam: Memphis Belle, 2006.
- 1992: video met John Erman, Mary Steenburgen, Paul Scofield, Lisa Jacobs: The attic : the hiding of Anne Frank, [United States]: Cabin Fever Entertainment, [1992], reeks Cabin Fever/RHI Film Classic. VHS.
- 1997: video met Wouter van der Sluis: Over jou schrijf ik ook: herinneringen van Miep Gies aan Anne Frank, Amsterdam: Anne Frank Stichting, prod.; Den Haag: NBLC [dist.], cop. 1997